# Monapia carolina
Monapia carolina är en spindelart som beskrevs av Ramírez 1999. Monapia carolina ingår i släktet Monapia och familjen spökspindlar. Inga underarter finns listade i Catalogue of Life.